# Antoine Barnave
Antoine-Pierre-Joseph-Marie Barnave (Grenoble, 22 de octubre de 1761 - París, 29 de noviembre de 1793) fue un político de la Revolución francesa.

## Biografía
Perteneciente a una antigua familia protestante de Grenoble, hijo de un abogado del parlamento de la misma ciudad, estudia abogacía y obtiene la licenciatura a los 22 años (1783). En el transcurso del conflicto entre el parlamento y el gobierno, en 1788, publica un artículo a favor de los parlamentarios. Este escrito le proporciona una cierta popularidad y es nombrado delegado de la asamblea de Vizille (Delfinado). Después escribe l’Esprit des Édits, que tiene una gran repercusión.
Es elegido diputado del tercer estado en los Estados Generales de 1789, revelándose como un excelente orador, por lo que es elegido como portavoz de la burguesía liberal. Destaca por su elocuencia y su defensa denodada por la libertad, granjeándose una gran popularidad e influencia. En la Asamblea Constituyente, es uno de los líderes de la "izquierda" y se opone, junto con Alexandre Lameth y Adrien Duport (el "triunvirato"), a La Fayette y a Mirabeau. Es elegido presidente de la asamblea en octubre de 1790. Pero las disputas acerca del estatuto de las "gentes de color" en las colonias francesas le hacen perder popularidad. Se muestra inflexible ante la negativa de aprobar el derecho del ciudadano, por este motivo deja de frecuentar el club de los jacobinos, del que había sido uno de sus fundadores, y se opone al derecho de veto otorgado al rey. 
Tras la tentativa de huida del rey Luis XVI, arrestado en Varennes, Barnave es enviado por la Asamblea para que, en compañía de Pétion y de Latour-Mauburg, lleven a la familia real a París. Para su desgracia, María Antonieta le "conquista" y, desde ese momento, se le considera un desertor de la causa del pueblo. Se une a Mirabeau y se alía con los monárquicos constitucionales del Club des Feuillants, lo que provocó las iras del pueblo y de la Montaña, que dijeron de él: "Barnave, negro por detrás y blanco por delante". Apoya la constitución de 1791 y aconseja secretamente a la reina, intentando salvar a la monarquía.

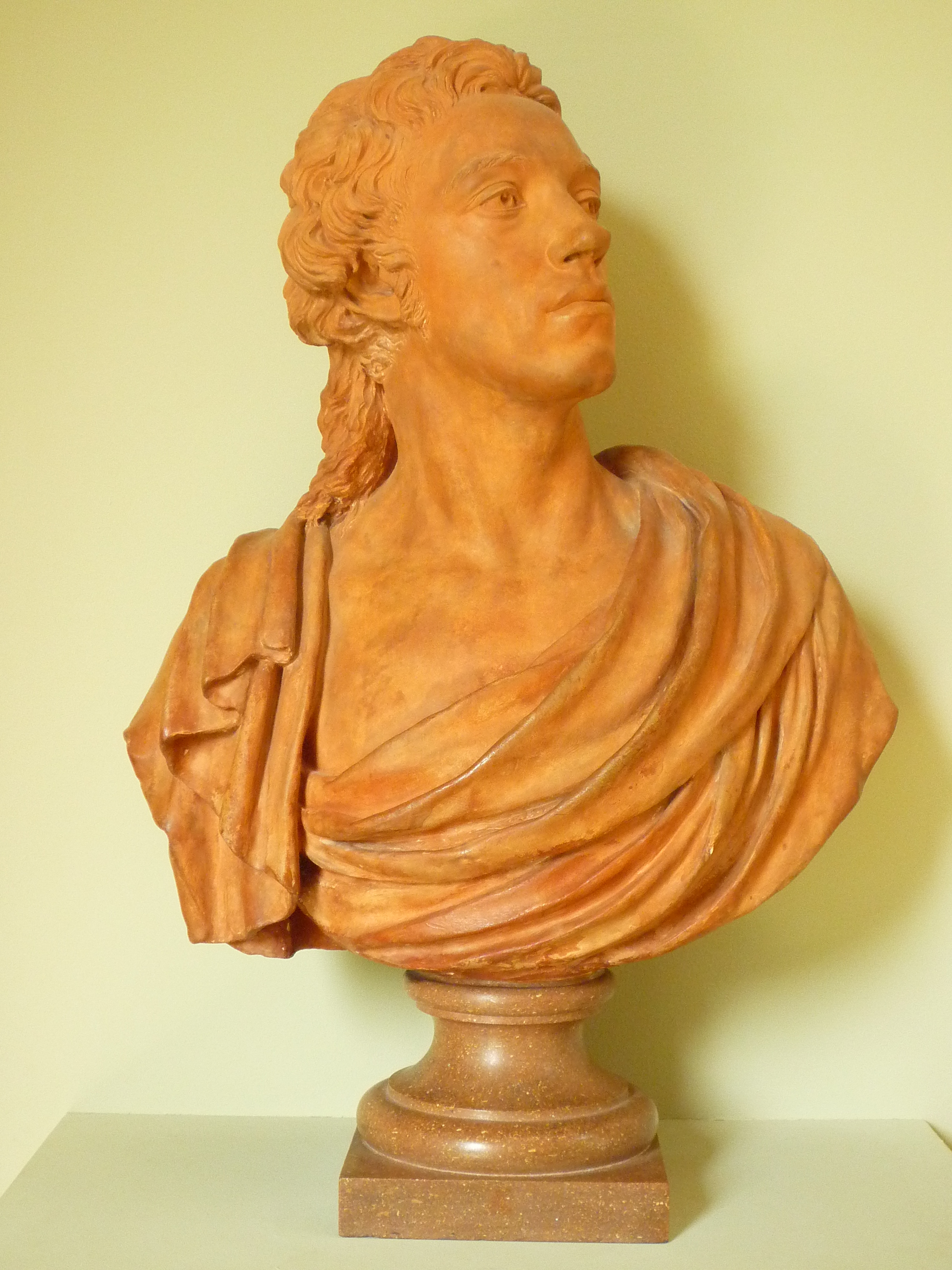
Busto de Barnave, Museo de Grenoble.

Barnave se marcha a Grenoble después de clausurarse la Asamblea constituyente pero, el 10 de agosto de 1792, una carta extremadamente comprometedora es descubierta, en las Tullerías, por un secretario del despacho del rey, y Barnave es arrestado el 15 de agosto de 1792. Durante El Terror es condenado por el Tribunal Revolucionario a muerte, y es guillotinado el 29 de noviembre de 1793. Antoine Barnave fue enterrado en la Capilla Expiatoria, en París.
En la cárcel escribió Une introduction à la Révolution française, obra notable por su inteligencia y clarividencia, que no fue publicada hasta 1843. Sus manuscritos fueron publicados por Alphonse-Marie Bérenger con el título Oeuvres de Barnave, y fueron reeditados y publicados varias veces después de 1960.

## Reconomicientos
El museo de la Revolución francesa expone una gran pintura de Barnave en la escalera de los derechos del hombre y el ciudadano.